# Giovanni Battista Bima
Giovanni Battista Bima (1739 – circa 1800) è stato un organaro e maestro d'organi italiano, attivo a Saluzzo durante la seconda metà del Settecento. Operò prevalentemente nell’ambito territoriale della diocesi saluzzese ed in aree del Piemonte centro-meridionale ad essa limitrofe, dove ottenne un certo credito, senza tuttavia giungere ad occupare una posizione di spicco nel panorama dell’organaria subalpina dell’epoca.

## Biografia
Le notizie biografiche, allo stato attuale delle ricerche sono scarse. Figlio di genitori originari di Dronero, nacque nel 1739 a Borgo San Dalmazzo, dove la presenza della sua famiglia è attestata fino al 1745, ma restano ignote le località presso le quali successivamente poté effettuare il proprio apprendistato. Almeno a partire dal 1771, anno del primo lavoro attualmente documentato, e fino al termine della propria attività, Bima tenne bottega a Saluzzo. Le ultime notizie risalgono al 1795 ed è plausibile ipotizzare che il suo ritiro dalla professione possa essere avvenuto negli anni immediatamente successivi, come lascia supporre l’affidamento ad altro artigiano del restauro dell’organo della cattedrale saluzzese, effettuato dal lombardo Ludovico Piantanida nel 1800.
Esaminando le caratteristiche costruttive degli organi di Giovanni Battista Bima, per il cui regesto ed analisi si rimanda alla letteratura specializzata, se non si colgono segnali di accostamento alle grandi novità che venivano in quegli anni introdotte in area subalpina ad opera dei Serassi di Bergamo, è invece possibile evidenziare da un lato notevoli analogie ed affinità con quanto praticato in epoca precedente da Giacomo Filippo Landesio da Centallo, e dall’altro un progressivo avvicinamento al modello costituito dagli organi dei Concone di Torino, i più illustri esponenti dell’organaria piemontese del secondo Settecento.